# Brabanter
Brabanter là một giống gà của Hà Lan có nguồn gốc ở vùng lịch sử Brabant nằm giữa Bỉ và Hà Lan. Nó là một giống gà cổ và được thể hiện trong các bức tranh từ thế kỷ 17. [3] Một giống gà bantam Brabanter được tạo ra vào khoảng năm 1934. A bantam Brabanter was created in around 1934.

## Lịch sử
Brabanter đã được lai tạo ở Hà Lan, và đặc biệt là ở Brabant, trong một thời gian dài. Hình ảnh lâu đời nhất của giống gà này được biết đến là một bức tranh năm 1676 của nghệ sĩ người Hà Lan Melchior d'Hondecoeter. Sau đó giống này sớm được phát triển ra ngoài vùng xuất xứ của chúng. Gà Brabanter đen và gà Cuckoo Brabanters đã được trưng bày tại triển lãm gia cầm Đức đầu tiên, tại Görlitz ở Saxony, năm 1854. Gà Brabanter đã trở nên gần như tuyệt chủng vào đầu thế kỷ 20, nhưng đã được phục hồi bằng cách lai tạo với các loài gà khác.

## Đặc điểm
Gà Brabanter là một trong những giống gà nhẹ nhất; gà trống nặng 1,9–2,5 kg và gà mái nặng 1,6–2.0 kg. Nó có một cái đầu hẹp và một bộ râu ba phần. Phần lông mào không giống như của hầu hết các giống gà khác như gà Ba Lan: nó hướng lên trên và hơi hướng về phía trước giống như mào của giống Thụy Sĩ Appenzeller Spitzhauben. Brabanter có mào hình chữ V. Các dái tai nhỏ và trắng, và thường không có các yếm thịt, cả hai tai và yếm thịt đều bị che mất.
Bảy màu của giống gà này được công nhận ở Hà Lan: đen, sơn dương, chim cu, vảy vàng, xanh, vảy bạc và trắng, ở Đức giống này có mười ba màu.
Một giống gà bantam Brabanter được tạo ra vào khoảng năm 1934 bằng cách lai tạo gà Brabanter có kích thước tiêu chuẩn với các gà bantam của giống gà Ba Lan.